# 鍋島桂次郎
鍋島 桂次郎（なべしま けいじろう、1860年6月29日（万延元年5月11日） - 1933年（昭和8年）1月30日）は、日本の外交官、貴族院勅選議員。神代鍋島家第16代当主。

## 経歴
肥前国長崎出身。1884年（明治17年）、外務省御用掛となり、外務属、交際官試補、外務書記官などを歴任。アメリカ、ドイツ、イギリスで公使館一等書記官として勤務した。1906年（明治39年）、統監府書記官兼外務省参事官に任じられ、統監府参与官、統監府外務総長、同外務部長を歴任した。1909年（明治42年）、駐ベルギー公使に任命され、1914年（大正3年）まで務めた。
1916年（大正5年）10月5日、貴族院議員に勅選され、死去するまで在任した。

## 栄典
位階
- 1886年（明治19年）11月27日 - 正八位[10]
- 1891年（明治24年）12月21日 - 正七位[11]
- 1897年（明治30年）2月10日 - 従六位[12]
- 1899年（明治32年）6月20日 - 正六位[13]
- 1901年（明治34年）12月10日 - 従五位[14]
- 1911年（明治44年）6月20日 - 従四位[15]
- 1917年（大正6年）6月30日 - 正四位
- 1933年（昭和8年）1月30日 - 従三位（追陞）[16]

勲章等
- 1895年（明治28年）10月31日 - 勲六等単光旭日章[17]
- 1899年（明治32年）10月21日 - 勲五等瑞宝章[18]。
- 1902年（明治35年）12月28日 - 双光旭日章[19]
- 1909年（明治42年）4月18日 - 皇太子渡韓記念章[20]
- 1910年（明治43年）6月24日 - 勲三等瑞宝章[21]
- 1915年（大正4年）11月10日 - 大礼記念章（大正）[22]
- 1924年（大正13年）9月27日 - 勲二等瑞宝章

外国勲章佩用允許
- 1896年（明治29年）
  - 7月23日 - ロシア帝国：神聖スタニスラス第二等勲章[23]
  - 10月26日 - スペイン王国：カルロス3世第二等勲章[24]
- 1897年（明治30年）10月20日 - イギリス帝国：銀製ジュビリー記念章[25]
- 1908年（明治41年）5月19日 - 大韓帝国：韓国皇帝陛下即位礼式記念章[26]
- 1910年（明治43年）2月14日 - 大韓帝国：勲一等太極章[27]
- 1910年（明治43年）3月22日 - 大韓帝国：韓国皇帝陛下南西巡幸記念章[28]
- 1918年（大正7年）3月16日 - ベルギー王国：王冠第一等勲章[29]